# Práctica basada en evidencias
La práctica basada evidencias (PBE) es un modelo,
que tiene su origen en la llamada medicina basada en hechos  que hace referencia a la conveniencia del uso consciente, juicioso y razonable, de la mejor evidencia actual, basada en la investigación empírica de la realidad, para la intervención eficaz y la toma de decisiones.

Este enfoque se puede extender a disciplinas o ámbitos de actuación, como la psicología clínica, la gestión basada en la evidencia, la política basada en evidencia, la educación.
En realidad, el término se deriva de una incorrecta traducción desde el inglés al idioma castellano, pues la palabra evidence en inglés se refiere a prueba científica. El término "pruebas" apela más al ensayo o experimento que se hace de algo, para saber cómo resultará en su forma definitiva.
En castellano por otra parte "evidente" es aquello que es tan claro y patente que "conlleva una aprehensión inmediata" por el intelecto, y no es este el caso. La prueba científica implica un proceso de acuerdo con un método que da lugar a un conocimiento marcado por el rigor, pero no necesariamente, ni siquiera evidente en la mayoría de los casos.
Este paradigma está cobrando especial relevancia en el ámbito de la educación, en concreto en lo que se refiere a una educación inclusiva que responda a las necesidades educativas reales de todas las personas, paradigma que a su vez tiene origen en la necesidad de dar respuesta a las demandas de todas las personas (con especial hincapié en las que presentan algún tipo de "discapacidad") y que cuestionó tanto la educación especial como el principio de normalización y la integración consiguiente por considerarlas insuficiente, abriendo paso al llamado paradigma de apoyos y al de calidad de Vida.
La práctica basada en evidencias está generando un corpus de literatura científica aplicada, de momento centrada en la práctica clínica, a través de las llamadas Guías de buenas prácticas (como por ejemplo las guías de buena práctica para TEA), que deben estar respaldadas por un consenso amplio de la comunidad científica y ser elaboradas por un equipo de especialistas en cada materia.